# 全面防卫日
全面防卫日是新加坡的紀念日，於每年的2月15日舉行，這個日期是1942年二战期间殖民地新加坡向日本投降的日子。全面防衛是新加坡的全社會國防理念，1997年5月17日，新加坡将全面防卫日添加到学校纪念日期列表中。学校也会进行应急准备演习、食物和电力配给，并组织参观政府展览。

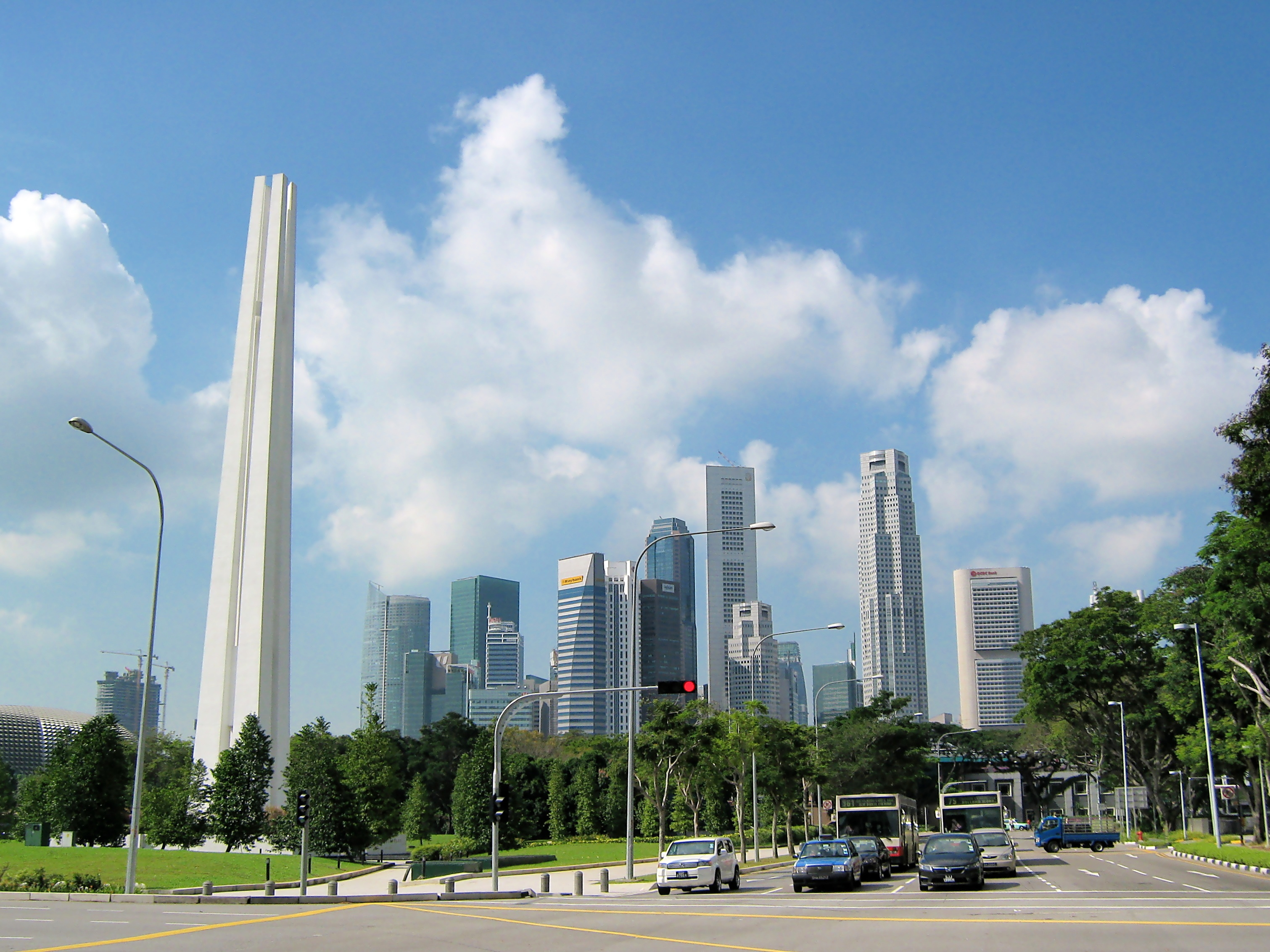
每年在战争纪念公园举行追悼会